# Zarzecze (gromada w powiecie olkuskim)
Zarzecze – dawna gromada, czyli najmniejsza jednostka podziału terytorialnego Polskiej Rzeczypospolitej Ludowej w latach 1954–1972.
Gromady, z gromadzkimi radami narodowymi (GRN) jako organami władzy najniższego stopnia na wsi, funkcjonowały od reformy reorganizującej administrację wiejską przeprowadzonej jesienią 1954 do momentu ich zniesienia z dniem 1 stycznia 1973, tym samym wypierając organizację gminną w latach 1954–1972.
Gromadę Zarzecze z siedzibą GRN w Zarzeczu utworzono – jako jedną z 8759 gromad na obszarze Polski – w powiecie olkuskim w woj. krakowskim, na mocy uchwały nr 28/IV/54 WRN w Krakowie z dnia 6 października 1954. W skład jednostki weszły obszary dotychczasowych gromad Zarzecze i Chrząstowice oraz przysiółek Blok z dotychczasowej gromady Gołaczewy ze zniesionej gminy Jangrot, a także obszary dotychczasowych gromad Lgota Wolbromska i Kaliś ze zniesionej gminy Dłużec w tymże powiecie. Dla gromady ustalono 17 członków gromadzkiej rady narodowej.
31 grudnia 1961 do gromady Zarzecze przyłączono wieś Gołaczewy ze zniesionej gromady Gołaczewy.
Gromada przetrwała do końca 1972 roku, czyli do kolejnej reformy gminnej.